# 高崎市立六郷小学校
高崎市立六郷小学校（たかさきしりつ ろくごうしょうがっこう）は、群馬県高崎市筑縄町にある公立小学校。

## 概要
明治7年1月創立。第47回全日本学校歯科保健優良校最優秀賞(文部大臣賞）受賞。

## 沿革
出典
- 1874年（明治7年）1月 - 小鳥小学校として開設（群馬郡下小鳥村の蓮花院を借用）。
- 1886年（明治19年） - 筑縄尋常小学校となる。[要出典]
- 1889年（明治22年） - 六郷尋常小学校となる（市町村制施行による6村合併[注釈 1]）。
- 1898年（明治31年）4月 - 現地に移転し、新築落成。六郷尋常小学校となる。
- 1935年（昭和10年）3月 - 二階建校舎137.5坪増築移転。
- 1941年（昭和16年）4月 - 国民学校令により、六郷村国民学校となる。
- 1947年（昭和22年）4月 - 学制改革により、六郷村六郷小学校となる。
- 1948年（昭和23年）4月 - 六郷小学校PTA発足。
- 1951年（昭和26年）4月 - 六郷村の高崎市への合併により、高崎市立六郷小学校となる。
- 1954年（昭和29年）4月 - 校舎増築。講堂新築落成。
- 1958年（昭和33年）2月 - 給食室完成。完全給食開始。
- 1962年（昭和37年）4月 - 校地423坪拡張。
- 1963年（昭和38年）8月 - プール完成。
- 1965年（昭和40年）3月 - 校歌制定。
- 1967年（昭和42年）3月 - 校旗完成。
- 1970年（昭和45年）3月 - 一期校舎増築・9教室完成（特別教室・図書室・家庭科室）。
- 1972年（昭和47年）3月 - 二期校舎増築・6教室完成。
- 1974年（昭和49年）8月 - 三期校舎増築・12教室完成。
- 時期不明 - 四期校舎増築（教室4・保健室・図書室・放送室・音楽室・集中玄関）。
- 1977年（昭和52年）
  - 3月 - 観察池完成。開校百年祭挙行。
  - 4月 - 北部小学校分離開校。
- 1978年（昭和53年）2月 - 管理棟完成。
- 1979年（昭和54年）3月 - 体育館竣工。
- 1980年（昭和55年）
  - 1月 - 岩石園完成。
  - 3月 - 校舎増改築落成式挙行。
  - 7月 - プール完成。
- 1983年（昭和58年）9月 - 各教室にインターホン設置。
- 1986年（昭和61年）4月 - 図書館増改築工事落成。
- 1987年（昭和62年）
  - 6月 - 職員室南への防球ネットと北校舎3階音楽室外への防鳩網をそれぞれ設置。
  - 8月 - 体育館前、正面前舗装工事。
- 1988年（昭和63年）8月 - 北校舎屋上防水工事・音楽室通路設置・体育館ライン引き・手すり舗装実施。
- 1989年（平成元年）3月 - 藤棚改修・鳥小屋新設。校章取付け。
- 1991年（平成3年）8月　南校舎・管理棟屋上防水工事。
- 1992年（平成4年）
  - 1月 - 給食室大規模改造工事落成。
  - 3月 - 集いの木の部屋完成・体育用器具庫設置。
  - 8月 - 校舎南側に側溝を設置。
  - 10月 - 生活科用物置の設置。
- 1993年（平成5年）
  - 8月 - 公共下水道工事・体育館照明器具取替工事・音楽室通路窓外枠取付工事。
  - 10月 - 北校舎西側階段最上雨漏り工事。
- 1994年（平成6年）
  - 3月 - 体育館用具庫増設。
  - 7月 - 駐車場舗装工事。
  - 8月 - 北校舎5教室床張替と高架水槽取替の両工事実施。
  - 10月 - パソコン導入（7台）。
- 1996年（平成8年）
  - 3月 - 管理棟通路窓外枠取付工事。
  - 4月 - 歴史資料室完成。
- 1997年（平成9年）
  - 8月 - 南校舎3階6年教室床板部分張替と南校舎外壁補修の両工事実施。
  - 12月 - 体育館暗幕修理設置工事。
- 1998年（平成10年）
  - 5月 - カウンセリングルーム設置工事。
  - 7月 - 小動物小屋・運動場の改修工事。
- 1999年（平成11年）8月 - 集中玄関廊下及び北校舎廊下改修工事。
- 2000年（平成12年）1月 - 耐震性貯水槽の設置。管理棟前の舗装部分の撤去。
- 2001年（平成13年）
  - 5月 - 普通教室扇風機設置工事。
  - 6月 - パソコン導入（25台）し、校内LAN設置工事とコンピュータ室空調設置工事実施。
  - 7月 - 体育館屋上防水工事。
- 2002年（平成14年）9月 - 南校舎東側1階から3階のトイレ大改修工事実施。
- 2003年（平成15年）5月 - プール全面塗装。
- 2005年（平成17年）4月 - 二学期制開始。
- 2006年（平成18年）8月 - 南校舎耐震工事。
- 2008年（平成20年） - 北校舎耐震工事
- 2014年（平成26年）6月　普通教室エアコン設置。
- 2015年（平成27年）11月 - 渡り廊下改修工事。
- 2017年（平成29年）3月 - プール濾過器取替工事。

## 通学区域
- 筑縄町、上小塙町の一部、下小鳥町、上小鳥町[2]

## 進学先中学校
- 高崎市立並榎中学校 - 筑縄町、下小鳥町
- 高崎市立長野郷中学校 - 上小塙町、上小鳥町

## 著名な出身者
- 大廣翔治（元プロ野球選手） - 元楽天

## アクセス
- 高崎市コミュニティバスで、「六郷小学校前」停留所下車。

## 学校周辺
- 社会福祉法人つくし会六郷保育園 - 敷地が隣接。かつ、進学前保育園のひとつ。
- 高崎市六郷公民館
- 六郷小児童育成クラブ - 六郷公民館に隣接。
- 群馬県警高崎警察署筑縄駐在所